# ریزشیر فوران مویینگی
یکی از انواع ریزشیرهای غیرفعال در طراحی ساختارهای ریزشاره، ریزشیرهای فوران مویینگی (capillary burst microvalve) است. اساس این ریزشیرها، تغییر زاویه تماس میان سطح شاره و دیواره است.

## طرز کار
در این ریزشیرهای، شاره از یک لوله باریک به یک لوله بزرگتر وارد می‌شود. طراحی لوله بزرگتر به گونه ای است زاویه تماس سطح شاره و دیواره، بزرگتر از همین زاویه در لوله مویین شود. این اتفاق سبب افزایش نیروی مویینگی می‌شود و جلوی پیشروی شاره را تا هنگامی که نیروی کافی وارد نشود را می‌گیرد. با تنظیم این دو نیرو، می‌توان شیر را بسته یا باز نمود.

## کاربرد
در طراحی‌های ریزشاره به خصوص وقتی نیروی گریز ار مرکز استفاده شود.